# Čanovice
Čanovice jsou malá vesnice, část obce Malíkovice v okrese Kladno ve Středočeském kraji. V roce 2011 zde trvale žilo 22 obyvatel.

## Historie
První písemná zmínka o vesnici pochází z roku 1361.

## Obyvatelstvo
| Rok            | 1869 | 1880 | 1890 | 1900 | 1910 | 1921 | 1930 | 1950 | 1961 | 1970 | 1980 | 1991 | 2001 | 2011 | 2021 |
| -------------- | ---- | ---- | ---- | ---- | ---- | ---- | ---- | ---- | ---- | ---- | ---- | ---- | ---- | ---- | ---- |
| Počet obyvatel | 80   | 72   | 69   | 71   | 80   | 87   | 48   | 48   | 36   | 33   | 27   | 24   | 34   | 22   | 24   |
| Počet domů     | 10   | 10   | 12   | 12   | 12   | 13   | 13   | 14   | 14   | 12   | 9    | 12   | 10   | 10   | 10   |

## Osobnosti
- Prof. JUDr. Ing. Karel Žlábek (1900–1984), komerční právník a vysokoškolský profesor. Krátce po druhé světové válce působil na Vysoké škole obchodní (nyní VŠE) a na ČVUT v Praze. Byl vizionářem a hlavním autorem projektu "Tunel ČSSR–Jadran", který měl projektovanou délku 343 kilometrů a měl vést z Českých Budějovic do města Koper na pobřeží Jaderského moře. Projekt železničního tunelu byl nadčasový, byl dopodrobna rozpracován, ale jeho realizaci zabránila politická situace.[7]